# 伊斯梅爾·蒙塔茲
伊斯梅爾·蒙塔茲（英語：Ismail Mumtaz，1880年—1933年），是20世紀初一位著名的伊朗政治家。
1880年出生於大不里士，他是一位伊朗阿澤爾人。伊斯梅爾·蒙塔茲是1906年首屆伊朗國會的議員，並出任第四任國會主席。他曾任文化部部長、財政部部長、教育部部長及司法部部長，他是1906年波斯憲法的著作人，通曉法語。1933年因冠狀心臟病逝世，享年53歲。